# Portimão (vino)
Portimão es una denominación de origen controlada (DOC) portuguesa para vinos producidos en la región demarcada de Portimão, que abarca parte del concelho de homónimo,, situado en el Algarve, al sur del país. 
Los vinos de Portimão pueden ser blancos o tintos.

## Variedades de uva
- Tintas: Castelão (Periquita), Negra Mole y Trincadeira (Tinta Amarela).
- Blancas: Arinto (Pedernã) y Síria (Roupeiro).